# Ormen Friske

Ormen Friske var et rekonstrueret vikingeskib, der er fremstillet på baggrund af Gokstadskibet, som blev fundet i Sandefjord i Norge i år 1880. Ormen Friske var en skalakopi af skibet.
Ormen Friske blev bygget i foråret 1949 på et sportscenter i Stensund i Sverige, og det blev søsat i juni samme år. Skibet sank i en storm den 22. juni 1950 i Tyske Bugt i Nordsøen, og hele besætningen på 15 personer druknede.
Der er kun blevet fundet to dele fra katastrofen på de Nordfrisiske Øer, stævnen på Pelvorm og boven mellem de to øer Amrum og Sild.